# ドイツ気象局
ドイツ気象局（Deutscher Wetterdienst。しばしば「DWD」と略される）は、ドイツの天気と気象状況を監視する科学機関であり、公衆のために気象サービスを提供するほか、特定の目的（航海・航空・農業など）のためのサービスを提供している。所在地はドイツのオッフェンバッハ・アム・マイン。
国内向けの組織であるが、フランスとイギリスに並ぶ「欧州三大気象局」とも呼ばれ、予報はイタリアやスイスなど周辺国の気象局へ影響を与えるという
。

## 組織
組織上、ドイツ気象局はドイツ連邦デジタル・交通省（Bundesministerium für Digitales und Verkehr）に属しており、ドイツ政府・地方政府・自治体・経済界・工業界などと密接に連携している。その業務はドイツ気象局に関する法律（Gesetz uber den Deutschen Wetterdienst）に基づいて運営されている。
現在、ドイツ気象局には約2600名の職員が在籍している。オッフェンバッハにあるドイツ気象局本局の他に、ハンブルク、ポツダム、ライプツィヒ、エッセン、シュトゥットガルト、ミュンヘンに地域センターがある。更にドイツ気象局は173地点の常時気象観測網を展開しており（内100地点が有人観測点）、その他にボランティアの民間人によって運営される特別気象観測所を約2400地点に展開している。

## 歴史
ドイツ気象局は1952年に設置され、西側の占領地域の気象組織に加わった。1954年にドイツ連邦共和国（旧西ドイツ）は世界気象機関(WMO)に加盟した。1975年には10日先までの数値予報を行うヨーロッパ中期予報センター(ECMWF)が設置された。1990年のドイツ再統一後、ドイツ気象局はドイツ民主共和国(旧東ドイツ)の気象業務を統合した。
1990年代以降、ドイツ気象局は有人気象観測点の数を削減し続け、その結果として職員数は実質的に減少した。ドイツ気象局によれば、気象レーダーや衛星などの技術により気象データは全体として向上しているため、予報の品質の低下は見込まれないとしている。

## 数値予報
ドイツ気象局は六角形の正二十面体格子を用いた独自の全球静力学モデルGMEを2002年から運用している。また、ドイツ気象局は1999年に「High Resolution Regional Model (HRM)」（高解像度領域モデル）を開発した。HRMは静水圧近似を用いたもので、現業および気象調査のコミュニティで広く使われている。ドイツの非静力学「Lokal-Modell for Europe (LME)」（ヨーロッパ局地モデル）は2002年から運用されており、2005年9月28日から現業運用の計算領域が拡大された。2009年3月以降、ドイツ気象局は数値予報のためにピーク時性能109テラFLOPSのNEC SX-9スーパーコンピュータを導入した。

## 公衆サービス
ドイツ気象局の主な任務は、気象に関係した警報を発する事、およびドイツの気候の変化を監視し評価する事である。また、ドイツ気象局は国家気候アーカイブの運営、および世界最大級の気象・気候専門図書館の運営に対して責任を負う。
ドイツ気象局は、その基本的な気象業務の一環として、無料でドイツの気象情報を提供しており、ドイツ気象局ホームページで申し込めば気象情報のメール配信を受ける事も出来る。
2005年以降、ドイツ気象局は熱波に関係する死者を減らすために、熱波に関する警報の発表を始めた。この決定は2003年の熱波を受けて行われた。2003年の熱波では、熱波の直接的・間接的な影響により7000人以上が死亡したと見積もられている。更に、ドイツ気象局は海上気象情報をラジオテレタイプおよびファックスで発表している。2006年以降、花粉警報はドイツ気象局ウェブサイトで申し込めば無料でメール配信を受けられるようになった。
日本における福島原子力発電所からの放射能拡散予報を公開している。